# Premiul Independent Spirit pentru cel mai bun regizor
Premiul Independent Spirit pentru cel mai bun regizor (în engleză Independent Spirit Award for Best Director) este unul dintre premiile anuale acordate de Film Independent, o organizație non-profit dedicată filmelor independente și realizatorilor de film independenți. A fost acordat pentru prima dată în 1985. Joel Coen și Martin Scorsese au fost primii câștigători ai categoriei pentru Sânge pentru sânge și O noapte ciudată, respectiv.
Regizorii Barry Jenkins, Tom McCarthy, Joel Coen și Alexander Payne sunt singurii câștigători care au primit acest premiu de mai multe ori, cu câte două premii fiecare. Tom Haynes deține recordul celor mai multe nominalizări cu șase, urmat de Gus Van Sant cu cinci. Martha Coolidge a fost prima regizoare care a câștigat premiul, în 1991.

## Câștigători și nominalizări

### Anii 1980
| An   | Primitor(i)         | Film                     |
| ---- | ------------------- | ------------------------ |
| 1985 | Joel Coen           | Blood Simple             |
| 1985 | Martin Scorsese     | After Hours              |
| 1985 | Joyce Chopra        | Smooth Talk              |
| 1985 | Peter Masterson     | The Trip to Bountiful    |
| 1986 | Oliver Stone        | Platoon                  |
| 1986 | Jim Jarmusch        | Down by Law              |
| 1986 | David Lynch         | Blue Velvet              |
| 1986 | Rob Reiner          | Stand by Me              |
| 1986 | Oliver Stone        | Salvador                 |
| 1987 | John Huston         | The Dead                 |
| 1987 | Jonathan Demme      | Swimming to Cambodia     |
| 1987 | Tim Hunter          | River's Edge             |
| 1987 | Jim McBride         | The Big Easy             |
| 1987 | John Sayles         | Matewan                  |
| 1988 | Ramon Menendez      | Stand and Deliver        |
| 1988 | David Burton Morris | Patti Rocks              |
| 1988 | Errol Morris        | The Thin Blue Line       |
| 1988 | Oliver Stone        | Talk Radio               |
| 1988 | John Waters         | Hairspray                |
| 1989 | Steven Soderbergh   | Sex, Lies, and Videotape |
| 1989 | Jim Jarmusch        | Mystery Train            |
| 1989 | Charles Lane        | Sidewalk Stories         |
| 1989 | Nancy Savoca        | True Love                |
| 1989 | Gus Van Sant        | Drugstore Cowboy         |

### Anii 1990
| An   | Primitor(i)       | Film                               |
| ---- | ----------------- | ---------------------------------- |
| 1990 | Charles Burnett   | To Sleep with Anger                |
| 1990 | Reginald Hudlin   | House Party                        |
| 1990 | John McNaughton   | Henry: Portrait of a Serial Killer |
| 1990 | Allan Moyle       | Pump Up the Volume                 |
| 1990 | Michael Roemer    | The Plot Against Harry             |
| 1991 | Martha Coolidge   | Rambling Rose                      |
| 1991 | Todd Haynes       | Poison                             |
| 1991 | Richard Linklater | Slacker                            |
| 1991 | Gus Van Sant      | My Own Private Idaho               |
| 1991 | Joseph Vásquez    | Hangin' with the Homeboys          |
| 1992 | Carl Franklin     | One False Move                     |
| 1992 | Allison Anders    | Gas Food Lodging                   |
| 1992 | Abel Ferrara      | Bad Lieutenant                     |
| 1992 | Tom Kalin         | Swoon                              |
| 1992 | Quentin Tarantino | Reservoir Dogs                     |
| 1993 | Robert Altman     | Short Cuts                         |
| 1993 | Ang Lee           | The Wedding Banquet                |
| 1993 | Victor Nuñez      | Ruby in Paradise                   |
| 1993 | Robert Rodriguez  | El Mariachi                        |
| 1993 | John Turturro     | Mac                                |
| 1994 | Quentin Tarantino | Pulp Fiction                       |
| 1994 | John Dahl         | Red Rock West                      |
| 1994 | Ang Lee           | Eat Drink Man Woman                |
| 1994 | Roman Polanski    | Death and the Maiden               |
| 1994 | Alan Rudolph      | Mrs. Parker and the Vicious Circle |
| 1995 | Mike Figgis       | Leaving Las Vegas                  |
| 1995 | Michael Almereyda | Nadja                              |
| 1995 | Ulu Grosbard      | Georgia                            |
| 1995 | Todd Haynes       | Safe                               |
| 1995 | John Sayles       | The Secret of Roan Inish           |
| 1996 | Joel Coen         | Fargo                              |
| 1996 | Abel Ferrara      | The Funeral                        |
| 1996 | David O. Russell  | Flirting with Disaster             |
| 1996 | Todd Solondz      | Welcome to the Dollhouse           |
| 1996 | Robert M. Young   | Caught                             |
| 1997 | Robert Duvall     | The Apostle                        |
| 1997 | Larry Fessenden   | Habit                              |
| 1997 | Victor Nuñez      | Ulee's Gold                        |
| 1997 | Paul Schrader     | Touch                              |
| 1997 | Wim Wenders       | The End of Violence                |
| 1998 | Wes Anderson      | Rushmore                           |
| 1998 | Todd Haynes       | Velvet Goldmine                    |
| 1998 | Lodge Kerrigan    | Claire Dolan                       |
| 1998 | Paul Schrader     | Affliction                         |
| 1998 | Todd Solondz      | Happiness                          |
| 1999 | Alexander Payne   | Election                           |
| 1999 | Harmony Korine    | Julien Donkey-Boy                  |
| 1999 | Doug Liman        | Go                                 |
| 1999 | David Lynch       | The Straight Story                 |
| 1999 | Steven Soderbergh | The Limey                          |

### Anii 2000
| An   | Primitor(i)                             | Film                              |
| ---- | --------------------------------------- | --------------------------------- |
| 2000 | Ang Lee                                 | Crouching Tiger, Hidden Dragon    |
| 2000 | Darren Aronofsky                        | Requiem for a Dream               |
| 2000 | Miguel Arteta                           | Chuck & Buck                      |
| 2000 | Christopher Guest                       | Best in Show                      |
| 2000 | Julian Schnabel                         | Before Night Falls                |
| 2001 | Christopher Nolan                       | Memento                           |
| 2001 | Michael Cuesta                          | L.I.E.                            |
| 2001 | Cheryl Dunye                            | Stranger Inside                   |
| 2001 | Richard Linklater                       | Waking Life                       |
| 2001 | John Cameron Mitchell                   | Hedwig and the Angry Inch         |
| 2002 | Todd Haynes                             | Far from Heaven                   |
| 2002 | Joe Carnahan                            | Narc                              |
| 2002 | Nicole Holofcener                       | Lovely & Amazing                  |
| 2002 | Bernard Rose                            | Ivans Xtc                         |
| 2002 | Gus Van Sant                            | Gerry                             |
| 2003 | Sofia Coppola                           | Lost in Translation               |
| 2003 | Shari Springer Berman și Robert Pulcini | American Splendor                 |
| 2003 | Jim Sheridan                            | In America                        |
| 2003 | Peter Sollett                           | Raising Victor Vargas             |
| 2003 | Gus Van Sant                            | Elephant                          |
| 2004 | Alexander Payne                         | Sideways                          |
| 2004 | Shane Carruth                           | Primer                            |
| 2004 | Joshua Marston                          | Maria Full of Grace               |
| 2004 | Walter Salles                           | The Motorcycle Diaries            |
| 2004 | Mario Van Peebles                       | Baadasssss!                       |
| 2005 | Ang Lee                                 | Brokeback Mountain                |
| 2005 | Gregg Araki                             | Mysterious Skin                   |
| 2005 | Noah Baumbach                           | The Squid and the Whale           |
| 2005 | George Clooney                          | Good Night, and Good Luck         |
| 2005 | Rodrigo García                          | Nine Lives                        |
| 2006 | Jonathan Dayton și Valerie Faris        | Fiecare se crede normal           |
| 2006 | Robert Altman                           | A Prairie Home Companion          |
| 2006 | Ryan Fleck                              | Half Nelson                       |
| 2006 | Karen Moncrieff                         | The Dead Girl                     |
| 2006 | Steven Soderbergh                       | Bubble                            |
| 2007 | Julian Schnabel                         | The Diving Bell and the Butterfly |
| 2007 | Todd Haynes                             | I'm Not There                     |
| 2007 | Tamara Jenkins                          | The Savages                       |
| 2007 | Jason Reitman                           | Juno                              |
| 2007 | Gus Van Sant                            | Paranoid Park                     |
| 2008 | Tom McCarthy                            | The Visitor                       |
| 2008 | Ramin Bahrani                           | Chop Shop                         |
| 2008 | Jonathan Demme                          | Rachel Getting Married            |
| 2008 | Lance Hammer                            | Ballast                           |
| 2008 | Courtney Hunt                           | Frozen River                      |
| 2009 | Lee Daniels                             | Precious                          |
| 2009 | Joel Coen și Ethan Coen                 | A Serious Man                     |
| 2009 | Cary Fukunaga                           | Sin Nombre                        |
| 2009 | James Gray                              | Two Lovers                        |
| 2009 | Michael Hoffman                         | The Last Station                  |

### Anii 2010
| An   | Primitor(i)                     | Film                                            |
| ---- | ------------------------------- | ----------------------------------------------- |
| 2010 | Darren Aronofsky                | Black Swan                                      |
| 2010 | Danny Boyle                     | 127 Hours                                       |
| 2010 | Lisa Cholodenko                 | The Kids Are All Right                          |
| 2010 | Debra Granik                    | Winter's Bone                                   |
| 2010 | John Cameron Mitchell           | Rabbit Hole                                     |
| 2011 | Michel Hazanavicius             | The Artist                                      |
| 2011 | Mike Mills                      | Beginners                                       |
| 2011 | Jeff Nichols                    | Take Shelter                                    |
| 2011 | Alexander Payne                 | The Descendants                                 |
| 2011 | Nicolas Winding Refn            | Drive                                           |
| 2012 | David O. Russell                | Silver Linings Playbook                         |
| 2012 | Wes Anderson                    | Moonrise Kingdom                                |
| 2012 | Julia Loktev                    | The Loneliest Planet                            |
| 2012 | Ira Sachs                       | Keep the Lights On                              |
| 2012 | Benh Zeitlin                    | Beasts of the Southern Wild                     |
| 2013 | Steve McQueen                   | 12 Years a Slave                                |
| 2013 | Shane Carruth                   | Upstream Color                                  |
| 2013 | J. C. Chandor                   | All Is Lost                                     |
| 2013 | Jeff Nichols                    | Mud                                             |
| 2013 | Alexander Payne                 | Nebraska                                        |
| 2014 | Richard Linklater               | Boyhood                                         |
| 2014 | Damien Chazelle                 | Whiplash                                        |
| 2014 | Ava DuVernay                    | Selma                                           |
| 2014 | Alejandro G. Iñárritu           | Birdman or (The Unexpected Virtue of Ignorance) |
| 2014 | David Zellner                   | Kumiko, the Treasure Hunter                     |
| 2015 | Tom McCarthy                    | Spotlight                                       |
| 2015 | Sean Baker                      | Tangerine                                       |
| 2015 | Cary Joji Fukunaga              | Beasts of No Nation                             |
| 2015 | Todd Haynes                     | Carol                                           |
| 2015 | Charlie Kaufman și Duke Johnson | Anomalisa                                       |
| 2015 | David Robert Mitchell           | It Follows                                      |
| 2016 | Barry Jenkins                   | Moonlight                                       |
| 2016 | Andrea Arnold                   | American Honey                                  |
| 2016 | Pablo Larraín                   | Jackie                                          |
| 2016 | Jeff Nichols                    | Loving                                          |
| 2016 | Kelly Reichardt                 | Certain Women                                   |
| 2017 | Jordan Peele                    | Get Out                                         |
| 2017 | Sean Baker                      | The Florida Project                             |
| 2017 | Jonas Carpignano                | A Ciambra                                       |
| 2017 | Luca Guadagnino                 | Call Me by Your Name                            |
| 2017 | Safdie Brothers                 | Good Time                                       |
| 2017 | Chloé Zhao                      | The Rider                                       |
| 2018 | Barry Jenkins                   | If Beale Street Could Talk                      |
| 2018 | Debra Granik                    | Leave No Trace                                  |
| 2018 | Tamara Jenkins                  | Private Life                                    |
| 2018 | Lynne Ramsay                    | You Were Never Really Here                      |
| 2018 | Paul Schrader                   | First Reformed                                  |
| 2019 | Safdie Brothers                 | Uncut Gems                                      |
| 2019 | Robert Eggers                   | The Lighthouse                                  |
| 2019 | Alma Har'el                     | Honey Boy                                       |
| 2019 | Julius Onah                     | Luce                                            |
| 2019 | Lorene Scafaria                 | Hustlers                                        |

### Anii 2020
| An   | Primitor(i)                     | Film                              |
| ---- | ------------------------------- | --------------------------------- |
| 2020 | Chloé Zhao                      | Nomadland                         |
| 2020 | Lee Isaac Chung                 | Minari                            |
| 2020 | Emerald Fennell                 | Promising Young Woman             |
| 2020 | Eliza Hittman                   | Never Rarely Sometimes Always     |
| 2020 | Kelly Reichardt                 | First Cow                         |
| 2021 | Maggie Gyllenhaal               | The Lost Daughter                 |
| 2021 | Janicza Bravo                   | Zola                              |
| 2021 | Lauren Hadaway                  | The Novice                        |
| 2021 | Mike Mills                      | C'mon C'mon                       |
| 2021 | Ninja Thyberg                   | Pleasure                          |
| 2022 | Todd Field                      | Tár                               |
| 2022 | Kogonada                        | After Yang                        |
| 2022 | Daniel Kwan și Daniel Scheinert | Everything Everywhere All at Once |
| 2022 | Sarah Polley                    | Women Talking                     |
| 2022 | Halina Reijn                    | Bodies Bodies Bodies              |

## Mai multe nominalizări (3 sau mai multe)
- Todd Haynes: 6
- Gus van Sant: 5
- Ang Lee: 4
- Alexander Payne: 4
- Joel Coen: 3 (una cu Ethan Coen)
- Richard Linklater: 3
- Jeff Nichols: 3
- Paul Schrader: 3
- Steven Soderbergh: 3
- Oliver Stone: 3

## Mai multe premii
- Barry Jenkins: 2
- Tom McCarthy: 2
- Joel Coen: 2 (unul împărțit cu Martin Scorsese)
- Alexander Payne: 2